# 사라져버린
《사라져버린》(영어: The Vanished, 이전 제목 영어: Hour of Lead)은 2020년 공개된 미국의 심리 스릴러 영화이다. 피터 패치넬리가 연출, 각본을 맡고, 토머스 제인, 앤 헤이치 등과 함께 출연하였다.

## 줄거리
캠핑 여행 중 딸 테일러를 잃어버린 폴과 웬디 부부는 캠핑장 감독 톰에게 도움을 요청하지만 소득이 없다. 수색을 시작한 보안관은 부부에게 가만히 기다리고 있으라고 당부한다. 그럼에도 직접 테일러를 찾아 나선 부부는 한 남자를 탈옥범으로 의심하고, 웬디가 총격을 가해 그를 죽이게 된다. 하지만 남자는 단순 캠핑객으로 밝혀진다.
폴과 웬디는 이번엔 이웃 캠핑객 미란다와 에릭 부부를 의심하고 그들의 RV를 뒤지지만 아무 증거도 발견하지 못한다. 호수에서 부부가 미란다와 에릭을 추궁하는 과정에서 미란다는 총에 맞고 에릭은 칼에 찔린다. 경찰은 에릭의 손에 있던 머리카락과 RV에서 발견된 테일러의 구슬 팔찌를 근거로 수사에 박차를 가한다.
웬디는 톰을 의심하여 그의 거처를 찾았다가 톰에게 제압된다. 하지만 웬디는 바닥에서 망치를 주워 그를 살해한다. 이후 톰이 아동 포르노 조직과 관련되어 있음이 드러나 사건이 해결된 듯 보이자 폴은 웬디에게 테일러의 물건을 버려 마음 정리를 하자고 설득한다. 후에 이 물건들을 발견한 캠핑장 관리인 저스틴은 뭔가를 깨닫고 경찰에 신고하려다가 그만둔다.
보안관은 폴과 임신한 웬디가 담긴 사진 배경에 9·11 테러 전 세계 무역 센터가 있어 테일러가 10세 아동일 수가 없다는 사실을 깨닫는다. 6년 전 테일러를 잃은 폴과 웬디는 슬픔을 극복하지 못해 테일러가 아직 살아있다는 환상 속에서 살아온 것이다. 곧 에릭의 손에 있던 머리카락은 폴의 것이었으며 폴과 웬디 부부가 미란다와 에릭을 살해하고 RV에 구슬 팔찌를 심어 증거를 조작했음이 드러난다. 한편 저스틴이 발견했던 담요에는 테일러의 생일이 박혀있었다.
경찰은 다시 캠핑장으로 돌아오지만 폴과 웬디는 이미 떠난 후이다. 부부는 도로를 달리며 화면에 테일러가 나오는 RV 안에서 행복한 기억들을 되살리는 중이다.

## 출연
- 토머스 제인 - 폴 마이컬슨 역
- 앤 헤이치 - 웬디 마이컬슨 역
- 제이슨 패트릭 - 베이커 보안관 역
- 피터 패치넬리 - 레이크스 보안관보 역
- 알렉세이 아처 - 미란다 역
- 크리스토퍼 웬티 - 에릭 역
- 존 D. 히크먼 - 톰 역
- 앨릭스 헤이던 - 저스틴 역
- 리베카 라인스 - 메리앤 역
- 릴리 앤 해리슨 - 재닛 역
- 커티스 니컬스 - 브라이언트 경관 역
- 루커스 벤틀리 - 스탠리 역
- 그레그 해리슨 - 브래들리 박사 역
- 딘 쇼틀런드 - 제프리 마이컬슨 역
- 스카일러 필폿 - 신디 역